# Okręg wyborczy nr 21 do Senatu Rzeczypospolitej Polskiej (2001–2011)
Okręg wyborczy nr 21 do Senatu Rzeczypospolitej Polskiej obejmował w latach 2001–2011 obszar miast na prawach powiatu Krosna i Przemyśla oraz powiatów bieszczadzkiego, brzozowskiego, jarosławskiego, jasielskiego, krośnieńskiego, leskiego, lubaczowskiego, przemyskiego, przeworskiego i sanockiego (województwo podkarpackie). Wybierano w nim 2 senatorów na zasadzie większości względnej.
Powstał w 2001, jego obszar należał wcześniej do okręgów obejmujących województwa krośnieńskie i przemyskie oraz część województwa tarnowskiego. Zniesiony został w 2011, na jego obszarze utworzono nowe okręgi nr 57 i 58.
Siedzibą okręgowej komisji wyborczej było Krosno.

## Reprezentanci okręgu
| Rok  | Senator komitet wyborczy                 | Senator komitet wyborczy                                       | Senator komitet wyborczy                 | Senator komitet wyborczy                                         |
| ---- | ---------------------------------------- | -------------------------------------------------------------- | ---------------------------------------- | ---------------------------------------------------------------- |
| 2001 |                                          | Janusz Konieczny KKW Sojusz Lewicy Demokratycznej – Unia Pracy |                                          | Wojciech Pawłowski KKW Sojusz Lewicy Demokratycznej – Unia Pracy |
| 2005 |                                          | Andrzej Mazurkiewicz Prawo i Sprawiedliwość                    |                                          | Stanisław Piotrowicz Prawo i Sprawiedliwość                      |
| 2007 |                                          | Andrzej Mazurkiewicz Prawo i Sprawiedliwość                    |                                          | Stanisław Piotrowicz Prawo i Sprawiedliwość                      |
| 2008 | Stanisław Zając Prawo i Sprawiedliwość   |                                                                |                                          | Stanisław Piotrowicz Prawo i Sprawiedliwość                      |
| 2010 | Alicja Zając Prawo i Sprawiedliwość      |                                                                |                                          | Stanisław Piotrowicz Prawo i Sprawiedliwość                      |
| 2011 | okręg zniesiony, patrz okręgi nr 57 i 58 | okręg zniesiony, patrz okręgi nr 57 i 58                       | okręg zniesiony, patrz okręgi nr 57 i 58 | okręg zniesiony, patrz okręgi nr 57 i 58                         |

## Wyniki wyborów
Symbolem „●” oznaczono senatorów ubiegających się o reelekcję.

### Wybory parlamentarne 2001
| Kandydat                                              | Kandydat            | Komitet wyborczy                                | Głosów |
| ----------------------------------------------------- | ------------------- | ----------------------------------------------- | ------ |
|                                                       | Janusz Konieczny    | KKW Sojusz Lewicy Demokratycznej – Unia Pracy   | 78 008 |
|                                                       | Wojciech Pawłowski  | KKW Sojusz Lewicy Demokratycznej – Unia Pracy   | 64 976 |
|                                                       | Tadeusz Sosnowski   | Samoobrona Rzeczpospolitej Polskiej             | 62 195 |
|                                                       | Wojciech Mamczur    | Liga Polskich Rodzin                            | 61 496 |
|                                                       | Roman Karaś         | Polskie Stronnictwo Ludowe                      | 46 712 |
|                                                       | Bogdan Rzońca       | KWW Blok Senat 2001                             | 43 137 |
|                                                       | Zbigniew Słotwiński | Polskie Stronnictwo Ludowe                      | 41 436 |
|                                                       | Jan Krzanowski      | KWW Kandydata na Senatora RP Jana Krzanowskiego | 29 706 |
|                                                       | Jerzy Borcz●        | KWW Senatora RP Jerzego Borcza                  | 27 354 |
|                                                       | Michał Łuczaj       | Alternatywa Ruch Społeczny                      | 10 830 |
| Frekwencja: 47,28% Źródło: Państwowa Komisja Wyborcza |                     |                                                 |        |

*Jerzy Borcz reprezentował w Senacie IV kadencji (1997–2001) województwo krośnieńskie.

### Wybory parlamentarne 2005
Głosowanie odbyło się 25 września 2005.
| Kandydat                                              | Kandydat             | Komitet wyborczy                           | Głosów |
| ----------------------------------------------------- | -------------------- | ------------------------------------------ | ------ |
|                                                       | Andrzej Mazurkiewicz | Prawo i Sprawiedliwość                     | 78 166 |
|                                                       | Stanisław Piotrowicz | Prawo i Sprawiedliwość                     | 67 801 |
|                                                       | Stanisław Bajda      | Liga Polskich Rodzin                       | 49 306 |
|                                                       | Krzysztof Kłak       | Platforma Obywatelska RP                   | 46 042 |
|                                                       | Marcin Dybowski      | Liga Polskich Rodzin                       | 34 447 |
|                                                       | Janusz Konieczny●    | Sojusz Lewicy Demokratycznej               | 29 663 |
|                                                       | Józef Habrat         | Samoobrona Rzeczpospolitej Polskiej        | 29 133 |
|                                                       | Zbigniew Kurpiel     | Samoobrona Rzeczpospolitej Polskiej        | 27 016 |
|                                                       | Stanisław Tereszko   | Polskie Stronnictwo Ludowe                 | 24 237 |
|                                                       | Antoni Jarosz        | Stronnictwo Ludowe „Ojcowizna”             | 21 595 |
|                                                       | Maciej Lewicki       | Socjaldemokracja Polska                    | 19 407 |
|                                                       | Fryderyk Dremo       | Sojusz Lewicy Demokratycznej               | 15 076 |
|                                                       | Mieczysław Biliński  | Organizacja Narodu Polskiego – Liga Polska | 7446   |
|                                                       | Michał Łuczaj        | KWW „Jednomandatowe Okręgi Wyborcze”       | 7176   |
| Frekwencja: 41,10% Źródło: Państwowa Komisja Wyborcza |                      |                                            |        |

### Wybory parlamentarne 2007
| Kandydat                                              | Kandydat              | Komitet wyborczy                      | Głosów  |
| ----------------------------------------------------- | --------------------- | ------------------------------------- | ------- |
|                                                       | Andrzej Mazurkiewicz● | Prawo i Sprawiedliwość                | 129 957 |
|                                                       | Stanisław Piotrowicz● | Prawo i Sprawiedliwość                | 110 085 |
|                                                       | Maciej Lewicki        | Platforma Obywatelska RP              | 98 082  |
|                                                       | Ryszard Pacławski     | Polskie Stronnictwo Ludowe            | 68 943  |
|                                                       | Roman Karaś           | KKW Lewica i Demokraci SLD+SDPL+PD+UP | 43 943  |
|                                                       | Wacław Posadzki       | KKW Lewica i Demokraci SLD+SDPL+PD+UP | 31 054  |
|                                                       | Zbigniew Gierlach     | Liga Polskich Rodzin                  | 14 307  |
|                                                       | Tadeusz Urban         | Samoobrona Rzeczpospolitej Polskiej   | 14 179  |
|                                                       | Wojciech Winter       | KWW Prawicy Marka Jurka               | 12 501  |
| Frekwencja: 48,52% Źródło: Państwowa Komisja Wyborcza |                       |                                       |         |

### Wybory uzupełniające 2008
Głosowanie odbyło się z powodu śmierci Andrzeja Mazurkiewicza.
| Kandydat                                              | Kandydat             | Komitet wyborczy                    | Głosów |
| ----------------------------------------------------- | -------------------- | ----------------------------------- | ------ |
|                                                       | Stanisław Zając      | Prawo i Sprawiedliwość              | 40 993 |
|                                                       | Maciej Lewicki       | Platforma Obywatelska RP            | 22 457 |
|                                                       | Marek Jurek          | KWW Prawicy Marka Jurka             | 10 751 |
|                                                       | Andrzej Lepper       | Samoobrona Rzeczpospolitej Polskiej | 3435   |
|                                                       | Wacław Posadzki      | Sojusz Lewicy Demokratycznej        | 2703   |
|                                                       | Jan Kułaj            | Partia Demokratyczna – demokraci.pl | 1774   |
|                                                       | Tadeusz Kaleniecki   | Polska Lewica                       | 993    |
|                                                       | Stanisław Sagan      | Stronnictwo Demokratyczne           | 386    |
|                                                       | Zygmunt Wrzodak      | KWW „Kongres Polski”                | 384    |
|                                                       | Krzysztof Rutkowski  | KWW Krzysztofa Rutkowskiego         | 357    |
|                                                       | Mirosław Orzechowski | Liga Polskich Rodzin                | 308    |
|                                                       | Jerzy Wróbel         | Polska Partia Pracy                 | 194    |
| Frekwencja: 12,20% Źródło: Państwowa Komisja Wyborcza |                      |                                     |        |

### Wybory uzupełniające 2010
Głosowanie odbyło się z powodu śmierci Stanisława Zająca.
| Kandydat                                              | Kandydat     | Komitet wyborczy       | Głosów  |
| ----------------------------------------------------- | ------------ | ---------------------- | ------- |
|                                                       | Alicja Zając | Prawo i Sprawiedliwość | 269 928 |
| Frekwencja: 47,07% Źródło: Państwowa Komisja Wyborcza |              |                        |         |